# トップハム・ハット卿
トップハム・ハット卿（トップハム・ハットきょう、英: Sir Topham Hatt）は、絵本シリーズ『汽車のえほん』およびその映像化作品テレビシリーズ『きかんしゃトーマス』に登場する架空の人物。トーマスたちのいるソドー島の鉄道の重役・局長である。

## 概要
原作『汽車のえほん』及びテレビシリーズ『きかんしゃトーマス』においてレギュラーの立ち位置にある人間キャラクターであり、ノース・ウェスタン鉄道（ソドー鉄道）の運営を仕事とするが、原作及びテレビシリーズで設定などの相違点がある。

## 原作とテレビシリーズ共通の設定
若い頃に鉄道技師としてソドー島へやって来て、ノースウェスタン鉄道の局長となった。黒いシルクハットがトレードマーク。仕事と時間には厳しく、イタズラや怠慢、慢心が原因で事故や騒動を引き起こした機関車などには毅然とした態度で注意することは勿論、度が過ぎる場合には謹慎や左遷など厳罰を課す事も辞さないため、トーマス達は勿論、ディーゼルなど我の強い他の車両達にとっても頭が上がらない存在である。
しかし機関車達が任務を成し遂げたり、役に立つ行動を取った際は支線を提供したり客車をプレゼントしたりするなど功績を認めたり、粗相をした際も功を立てた際や罰則期間中の態度によっては期間を縮めるなど寛大な処置を取ることもある。これらは全て、ソドー島の機関車や自動車達に「他者の役に立つ存在になってほしい」という考えに基づいてのことである。
自分専用の青いセダンを所持している。

## 名前の変遷
最初期の原作が考案・執筆されたのが4大私鉄時代だったので「ふとっちょのじゅうやく」（Fat Director）とされていた。3巻「赤い機関車ジェームズ」執筆・発行年の1948年に4大私鉄が国有化され、「ふとっちょのきょくちょう」（Fat Controller）に役職名が変わった。これについて同巻の日本語版には注記が付加されている。
原作6巻『みどりの機関車ヘンリー』の前書きで、初めて「サー・トッパム・ハット（新版ではテレビシリーズに則りトップハム・ハット卿）」（Sir Topham Hatt）の名前が登場している。本編では同巻の「パーシーとマフラー」の挿絵で局長のカバンに「Sir Topham Hatt」と書いてあるのが確認できる他、第13巻『ダックとディーゼル機関車』の「ディーゼル機関車のディーゼル」でダックが局長の正式名を口にしている。
テレビシリーズでの英国版では原作と同様、基本的に「Fat Controller」と呼ばれるが、作中の改まった場などで「Sir Topham Hatt」が使われる場合がある。一方、米国版では「Fat」（デブ、太っちょ）という単語が放送コードに引っ掛かる事を避けるため、「Fat Controller」の呼び方は全面的に差し替えられ、「Sir Topham Hatt」に統一されている。これに合わせ、日本語版においては「トップハム・ハット卿」と訳された。第1シリーズでは「ハット卿」と略される場合もあったが、サー（Sir）の使い方的には「ハット卿」は誤りで、原語でも「Sir Hatt」とは呼ばれていない。詳しくは「サー」を参照。長編第10作『トーマスのはじめて物語』では、日本語版でもナレーターとジェームスが1度ずつ「ふとっちょ重役」と呼ぶ場面がある。
2021年に放送開始した2Dアニメシリーズでは、ナレーションが完全撤廃されたことも相まって、英国版でも一切「Fat Controller」と呼ばれていない。また2023年に出版された原作第27巻の翻訳版では、原語版と異なり最初から「トップハム・ハット卿」と呼ばれている。

## 人物

### 『汽車のえほん』
以下の設定はウィルバート・オードリー執筆の書籍「Island of Sodor: Its People, History and Railways」、息子クリストファー・オードリー執筆「Sodor: Reading Between the Lines」の記述、及び孫リチャード・オードリーの口述によるものである。原作本編においては3人のトップハム・ハット卿が存在し、3人は直系の親子である。
初代（Sir Topham Hatt I (1880-1956)）
1894年、グレート・ウェスタン鉄道のスウィンドン工場にて修行を受け、1901年にソドー島のティドマスの建設会社「AW Dry＆Co」に入社する。技師としてティドマス・ナップフォード・アンド・エルスブリッジ軽便鉄道（Tidmouth, Knapford and Elsbridge Light Railway）等の建設に携わり、1914年にノースウェスタン鉄道の建設を手掛ける。1923年にはゼネラルマネージャーとなり、1936年に重役に昇進した後1948年に鉄道が国有化された際に局長となり、鉄道経営の功績から準男爵位を授与される。製造、建造に関する功績としては、1905年から1908年に4台の垂直型ボイラーの機関車コーヒーポットを設計・製造した他、1915年にヴィカーズタウンとグレートブリテン島を結ぶ跳ね橋を設計・建設した。
1910年にジェーン・ブラウン（Jane Brown）と結婚し、バーバラ・ジェーン（Barbara Jane）とチャールズ・トップハム（Charles Topham）という2人の子どもを授かる。その後1954年に局長を引退し、1956年にウェルスワースで死去する。享年76歳。
・登場巻 - 『三だいの機関車』～『大きな機関車ゴードン』
2代目（Sir Charles Topham Hatt II (1914-1997)）
初代の息子チャールズが局長を引継ぎ、1954年から1984年までノースウェスタン鉄道局長を務めた。クロンクの学校を卒業後、クルーの工場で働くが1939年に王立工兵連隊として第二次世界大戦に参戦する。その後大佐となり1945年に兵役を終え、1952年にソドー島に戻るとクロバンズゲート工場（映像化版におけるソドー整備工場）の技師となるが、1954年に父親が局長を引退したことで2代目局長となり、1956年に準男爵位が継承された。
ナップフォード港の改修やアールズバーグ線、アールズデール鉄道の建設を手掛けた。1940年にアマンダ・クローリー（Amanda Croarie）と結婚し、ステファン・トップハム（Stephen Topham）とブリジット・ハット（Bridget Hatt）の2人を授かる。　
局長が第6～8巻にてシルクハットを脱ぐと髪の毛が全くなかったが、第15巻『ふたごの機関車』においてドナルドとダグラスのもとに向かうシーンでは後頭部に少し毛が残っている点から、この間に初代と二代目の局長が代替わりしていることを確認することができる。
・登場巻 - 『青い機関車エドワード』～『ほんとうにやくにたつ機関車』
3代目（Sir Stephen Topham Hatt III (1941-)）
1984年に3代目局長となり、1970年にヘレン・マーガレットと結婚した後3人の子どもを授かる。
・登場巻 - 『機関車トビーのかつやく』（幼少期）、『ジェームスとディーゼル機関車』～『Thomas and his Friends』
4代目（Richard Topham Hatt (1972-)）
2020年から2025年の間に就任。加えて、政治組織「ソドー産業関係サービス（Sodor Industrial Relations Service、SIRS）」の顧問も務めている。ソドー島最北端の集落バラスウェインの近くにある原子力発電所に向けて、手前のハーウィックに続く支線を建設している。

#### 髭の有無
第27巻（1983年）および『ポップアップえほん』シリーズ（1983 - 4年）では、世代に関わらず髭を生やしたトップハム・ハット卿を伺うことができる。これは、当時シリーズの挿絵を担当し始めた画家クライブ・スポングの裁量によるものであった。第28巻 （1984年）以降は、デザインに一貫性を持たせるため、従来の髭の無い姿で描かれている。

### 『きかんしゃトーマス』
トップハム・ハット卿（Sir Topham Hatt）
時代設定が曖昧な為、原作のような代替わりはなく、同一の局長が登場し続けているが、家族構成や、垂直型ボイラーの機関車コーヒーポットを設計・製造したことなど、基本的な人物設定は原作の初代トップハム・ハット卿を踏襲している。フルネームはサー・トップハム・ハット（Sir Topham Hatt）であるが、3DCG化後の一時期のみ、母親からバートラム（Bertram）という名前で呼ばれていた。

#### 功績・性格
定時運行至上主義者で、「混乱と遅れが生じている」が口癖。日本語吹替え版では、フジテレビ放送の第1シリーズから第8シリーズまでは自身を「わし」、機関車達を「お前」｢君｣と両方呼んでいたが、放映局及び翻訳家が変更された第9シリーズからは一人称が「私」、二人称を「君」だけに統一した。
ソドー島の再開発を推し進め、多くの産業遺構を観光地とすることに成功する等、積極的で優秀な経営者として描かれている。若い頃は車の運転が下手で、蒸気トラックのエリザベスから車の運転を学んだ。長編第7作以降はレール点検車のウィンストンの運転に四苦八苦している様子が見られる。
第1シリーズから第16シリーズまでは威厳のある人物としての面を描いていたが、ストーリーの執筆スタイル等が変更された第17シリーズ以降はおっちょこちょいな姿などコミカルな要素が強く描かれている。

#### ビジュアル
基本は中に黄色いチョッキを着たタキシードにシルクハット姿で登場する。製作体制変更後の第8シリーズ以降はパジャマや水着で登場したり、ハロウィンのエピソードでは仮装した姿も見られる。整備士の制服を着用し、自ら機関室に乗り込み不調のヘンリーの状態を見たこともある。
第1シリーズから第5シリーズまでは眉毛があったが、第6シリーズの途中から第11シリーズでは眉毛がなくなり、CG化した第12シリーズからはまた眉毛が付け加えられた。

#### 家族・その他との関係
家族は妻のジェーン（劇中での呼称はハット卿夫人）、母（未亡人）、弟のローハム・ハット、孫のスティーブンとブリジットがシリーズで登場している。弟ローハム・ハットは第13シリーズでしか登場しない。第7シリーズではペットとしてネコを飼っていたが、そのシリーズ以外では登場しない。また、移動する際は2人の付き人を引き連れており、人形劇版では専属の執事も登場した。付き人は第22シリーズ以降登場しない。
高山鉄道の経営を、原作でのハンデル・ブラウン卿とピーター・サム（ほっそりじゅうやく）に代わり、第8シリーズまで担っていた。第9シリーズ以降はミスター・パーシバルに任せているが、時折彼と会ったり、仕事や観光でやってきたりと、鉄道との関係は続いている。

#### 居住地
トップハム・ホール（Topham Hall）と呼ばれるウェルスワース付近に在る豪邸でハット卿夫人と暮らしている。52個のシルクハットを所持しており、機関車柄のパジャマで就寝している。

### 『ALL ENGINES GO（2Dアニメシリーズ）』
2021年以降のフルリニューアル（2Dアニメ）版でも、原作同様に世襲制という設定である。
初代（Sir Topham Hatt I ）
ノースウェスタン鉄道の初代局長。本編では既に故人であり、大理石の彫刻として登場。髭を生やしていた。
4代目（Sir Bertram Topham Hatt Ⅳ）
2Dアニメシリーズに登場するトップハム・ハット卿は初代のひ孫が務めており、特に観光資源の開発や鉄道を用いたイベントの主催に力を入れている。機関車たちに対して上司という立場ではあるものの、友達として接することもある。また英語版の書籍では、ファーストネームが3DCGアニメシリーズに倣った「バートラム」と紹介されている。

## 原作及びテレビシリーズにおける職場の所在地
原作5巻3話や12巻2話においては「きょくちょうしつ」（Controller's Office）と呼ばれるハット卿のオフィスの所在地は、原作ではティドマスのノースウェスタン鉄道本社内にあるが、テレビシリーズでは設定が変更され、ナップフォード駅にあるように描かれている。ただし、ナップフォード駅にオフィスが存在することが明確に描かれているのはテレビシリーズがCG化されて以降であり、第2シリーズではティドマス機関庫の様子をオフィスから窺う様子や、第4シリーズではカラン駅に位置するような言及が見られた。

## 鉄道における問題の対応
先述の通り、ハット卿は定時運行主義者で仕事には厳しい反面、普段は穏和で優しい人柄だが、事故や失態を起こした機関車に対していい加減な解釈をしたり、話の前後で理論が矛盾している場面や、時に強引ともいえる方法で解決しようとする場面が作中ではしばしば見受けられる。時として乗務員のミスや信号手の職務怠慢（居眠り、ポイント転換ミス）、保線区の整備不良、天災、貨車たちの悪戯が原因でも、人員ミスや貨車の悪行は棚上げして機関車を叱ることも多い。
ただし先述のように、原作での初代と2代目をテレビ版では同一人物として扱っていることも考慮したうえで以下を参照していただきたい。
貨車に関する事故の対応
貨車の悪戯が原因で事故を起こした機関車を「貨車の扱い方が不十分」だとして叱る一方で、事故原因である貨車に対しては叱責しない場合がある。ただし、この時代のイギリスで使用されていた貨車は基本的に鉄道側ではなく荷主の所有物であり、顧客の手前で叱れないという事情もある。
機関車の我儘（ストライキ）への対応
第1シリーズ「でてこいヘンリー」において、トンネルの中に閉じこもったまま再三の説得にも動じないヘンリーに対して、トンネル周辺の線路を撤去し、トンネルを壁で封鎖するという方法で彼を戒めている。
また、同シリーズ「きかんこのもめごと」ではヘンリー、ゴードン、ジェームスが「テンダー機関車はタンク機関車のように移動作業はしないから、あらかじめ用意された客車でないとひかない」と抗議した際はエドワードに移動作業をさせており、3台には罰則を与えなかった。しかしその次の日に、そのエドワードを非難した際(後述)は流石に許さなかったのか、最終的に機関庫に閉じ込める(謹慎)処分を下している(なお、この時にハット卿は機関車工場から、新しいタンク機関車のパーシーを迎え入れている)。
ポイント転換ミスによる事故の対応
第6シリーズ「すべったゴードン」において、信号手のポイント転換ミスで支線に入り速度超過で脱線したゴードンに対し、ポイント転換ミスは棚上げしてゴードンの速度超過を叱責した。ただし、この件については事故が起こる直前にゴードンがソルティーを小馬鹿にしていた事に対する戒めも兼ねていた。
機関車の点検不備による事故の対応
第5シリーズ「ゴードンのまど」において、ゴードンの機関室の中でブレーキが故障しているのを目の前で確認していたにもかかわらず、駅の壁に激突したゴードンに皮肉を言い、乗務員などは叱責しなかった。
ディーゼル機関車への対応
第2シリーズ「とこやにいったダック」において、問題を招いたディーゼルをイギリス本土へ送り返し、ディーゼルを信頼していなかったとも話したが、その後助っ人として再びディーゼルを幾度と呼び出し問題を起こすと送り返す、というパターンを繰り返していた。なお、第7シリーズ以降は本土へ送り返さず、問題を起こした場合でも叱るのみでソドー島に残している。「ディーゼル10の逆襲」では、ディーゼル整備工場の再建を後回しにしたことが事件の遠因であると示唆されている。
機関車同士の喧嘩やいじめ等への対応
第1シリーズ「きかんこのもめごと」では前述したように、ヘンリー、ゴードン、ジェームス3台がストライキをした当初は罰則を与えなかった。しかしその3台が、移動作業を行ったエドワードに対し「テンダー機関車は移動作業をしない」「車輪が黒色(＝黒い脚(blackleg)、いわゆるスト破り)」と非難する、ゴードンがエドワードに蒸気を吹きかける等の行動を行った際はヘンリー、ゴードン、ジェームス3台に謹慎処分を下した(この時は支線から呼び戻したトーマスを、エドワードと共に本線を走らせ、パーシーに支線を走らせる事で事なきを得ている)。
また第2シリーズ「ディーゼルのわるだくみ」にて、ダックを逆恨みしたディーゼルが、貨車たちにヘンリー、ゴードン、ジェームスの悪口を「ダックが言っていた」と嘘の前置きをした上で流し、ダックを孤立させた。その時は次回「とこやにいったダック」にて前述の通り、ディーゼルをイギリス本土へ送り返している(原作によれば「ダックがいなくなった後も、ディーゼルはヘンリーの事でまた嘘をついたから、やめさせた」)。
その他
機関車を叱る際には、皮肉を含んだ言い回しを用いる事も多い。第3シリーズ「くだものれっしゃ」において、果物を積んだ貨車を壊して果物をグシャグシャにしてしまったパーシーに対し、「わしはジャム工場を経営してるわけではない」と叱責する場面がある。また第6シリーズ「フォッグマン」にて、老いた保線社員・シリルの代わりとして霧信号機フォッグホーンを導入したが、その動作不良が原因で落石事故が起きた際には「シリルの代わりをフォッグホーンにしないで、フォッグホーンの代わりをシリルにしてもらう」とした上で自己解決するという、虫の良い一面もある。

## 声優

### 模型・3DCGアニメシリーズ
- 英国版 - ケヴィン・フランク（長編第1作）→キース・ウィッカム（長編第4作 - 第24期）→ロブ・ラックストロー（長編第17作、ショートアニメシリーズ）
- 北米版 - ケヴィン・フランク（長編第1作）→ケリー・シェイル（長編第4作 - 第18期）→キース・ウィッカム（長編第10作 - 第24期）→ロブ・ラックストロー（長編第17作、ショートアニメシリーズ）
- 日本版 - 宮内幸平（第1 - 4期）→青野武（第5 - 8期）→納谷六朗（長編第2作 - 第18期第24話）→田中完（長編第9作、第18期第25話 - 長編第17作）

### 2Dアニメシリーズ
- 英国版 - トム・デュセック[8]
- 北米版 - ブルース・ダウ
- 日本版 - 岡本幸輔